# Kenny McCormick
Pour les articles homonymes, voir Kenneth, James et McCormick.
Kenneth McCormick, dit Kenny (parfois orthographié McKormick), est un protagoniste de la série télévisée South Park. Kenny est un des personnages principaux de la série, à l'instar de Stan Marsh, Kyle Broflovski et Eric Cartman. Sa voix assourdie et inaudible (à cause de la capuche de son anorak recouvrant sa bouche et la moitié de son visage) est celle de Matt Stone. Quoique la majorité de ses paroles soient incompréhensibles pour le spectateur, les personnages de la série semblent les comprendre sans trop de difficulté.
Kenny a débuté à la télévision lors de la diffusion, le 13 août 1997, du premier épisode de South Park, Cartman a une sonde anale ; après être déjà apparu dans les deux courts-métrages L'Esprit de Noël, en 1992 (Jesus Vs. Frosty) et 1995 (Jesus Vs. Santa), réalisés par Matt Stone et son collaborateur de longue date Trey Parker.
Kenny est un élève de CE2 (3rd grade dans la version originale), puis de CM1 (4th grade dans la version originale), sa vie est fréquemment ponctuée d'aventures extraordinaires et atypiques, et est loin de la vie calme que l'on pourrait imaginer pour un enfant habitant dans un petit village tel que South Park. Kenny vit par ailleurs dans la famille la plus pauvre de la ville, ce qui lui vaut couramment des moqueries de la part de Cartman. Comme les autres personnages de South Park, Kenny est, depuis le deuxième épisode de la série, animé par ordinateur de façon à imiter la technique originale de la série, le cut-out. Il apparaît également dans le long-métrage South Park, le film (1999), où son apparence et sa voix sont pour la première fois dévoilées, ainsi que dans les médias et les produits dérivés liés à South Park.
Dans un running gag lors des cinq premières saisons de South Park, Kenny meurt atrocement — Stan crie alors « Oh mon Dieu, ils ont tué Kenny ! » et Kyle « Espèces d'enfoirés ! » — avant d'être ressuscité lors de l'épisode suivant, sans réelle explication, et sans que personne semble se souvenir de son décès. Certains commentateurs ont publié leurs interprétations des nombreux aspects de ce comique de répétition d'un point de vue philosophique ou sociétal. Depuis la saison 6 de South Park, en 2002, la pratique de tuer Kenny a été utilisée moins fréquemment par les réalisateurs. Plusieurs épisodes ont utilisé ce running gag, parfois accompagné d'explications concernant les résurrections de Kenny.

## Rôle dansSouth Park
Kenny fait partie de la classe de CM1 de Mr. Garrison, à l'École élémentaire de South Park. Pendant les 58 premiers épisodes, Kenny et ses camarades étaient en CE2. Kenny vient d'un foyer pauvre, sous la houlette de Stuart McCormick, son père, plutôt violent, alcoolique et sans-emploi. Sa mère, Carol McCormick, lave les couverts du Olive Garden de South Park. Kenny a un grand frère nommé Kevin, ainsi qu'une petite sœur nommée Karen (montrée avec sa famille dans l'épisode Potes pour la vie de la saison 9, puis absente jusqu'à l'épisode Le Plus Pauvre de l'école lors de la saison 15, dans lequel son prénom et l'affection que lui voue Kenny sont révélés). En réponse à une spéculation disant que Karen était la sœur de Kenny, Matt Stone répondit simplement que le personnage était un « mystère ».
L'alter ego super-héroïque de Kenny, Mystérion, est apparu pour la première fois dans l'épisode de la saison 13 Le Coon, rivalisant avec l'alter ego super-héroïque éponyme d'Eric Cartman. Il se démasque lui-même à la fin de l'épisode, mais seul son visage est montré ; or tous les enfants de South Park ont le même visage. Son identité est donc volontairement laissée ambiguë. Il faudra attendre l'épisode L'Éveil de Mystérion, lors de la saison 14, pour que Mystérion se révèle être Kenny, soit lors de sa troisième apparition. Il semble avoir un rôle moins important dans les dernières saisons.

## Portrait
Kenny est un garçon de huit ans portant un anorak à capuche orange. On ne voit son visage que très rarement, dans quelques épisodes tels que La Fureur de perdre, Les Jefferson et à la fin du film dérivé de la série. Lorsqu'il enlève sa capuche, on peut voir qu'il a les cheveux blonds. C'est un des personnages les plus étranges : on ne comprend que très rarement ce qu'il dit, mais il dit des choses très intéressantes d'après ses copains. Il est aussi le seul des quatre garçons qui est intéressé par la sexualité, comme on peut le voir à plusieurs reprises, notamment dans La Bague et dans Guérison sexuelle. On peut aussi le remarquer à ses paroles dans le générique.
La famille de Kenny est constituée de sa mère, Carol, de son père, Stewart, de son frère Kevin, de sa sœur Karen et de lui-même.
Même si on ne le comprend pas directement, il est facile de deviner de quoi il parle et il choque régulièrement ses copains. Dans l'épisode Oussama Ben Laden pue du cul, on peut même voir qu'il a dans son sac le magazine Playboy ainsi que d'autres revues du même genre. On note également qu'il vient d'une famille pauvre dont le père, Stuart, est alcoolique. Sa mère Carol McCormick porte la plupart du temps un t-shirt avec la mention « I'm with stupid » (Je suis avec un idiot). Dans l'épisode Cartman s'inscrit à la NAMBLA, la mère se réjouit que son fils lui offre une « vodka chocolat », qu'elle refuse puisqu'elle est enceinte. Elle est aussi probablement alcoolique.
Kenny a l'habitude de refermer la capuche de son anorak lorsqu'il a peur, ou qu'il ne veut pas voir quelque chose.
On peut entendre et voir clairement Kenny tout à la fin du film South Park : avant d'aller au paradis, il enlève sa capuche et dit « Au revoir, les mecs ! ». On l'entend parler aussi dans l'épisode de la saison 8 Les Jefferson où Kenny enlève sa tenue pour se déguiser en Blanket et où il meurt, tué par Michael Jefferson (Jackson). On le voit sans son manteau dans Les Petits Policiers, également dans La Petite Fée des dents quand Timmy tente d'arracher une dent à Kenny avec son fauteuil roulant, ainsi que dans Les Poux et dans Les Super Meilleurs Potes (bien que dans cet épisode il ait la même apparence que les autres Blaintologues, on n'apprend donc rien sur lui). Il enlève aussi sa capuche dans l'épisode Pipi où les enfants vont au parc aquatique, mais les plans sont montés de telle façon qu'on n'aperçoit jamais son visage (il porte un masque et un tuba, est de dos ou bien un autre enfant est devant lui). On peut également l'apercevoir clairement dans l'épisode La Fureur de perdre avec les autres enfants, portant une casquette de baseball.
Kenny est celui qui se cache derrière le personnage masqué énigmatique, Mysterion.

## Les morts de Kenny
La caractéristique la plus célèbre de Kenny est de mourir dans presque tous les épisodes des premières saisons. En effet, jusqu'à la saison 6, Kenny meurt quasiment à chaque épisode.
Chaque mort de Kenny est horrible et souvent mise en scène d'une façon comique et absurde.
Il s'agit d'une variante du concept de « chemise rouge » de Star Trek : un personnage dont l'unique fonction est de mourir pour souligner que les héros courent un danger réel. Comme la série repose sur le comique de l'absurde, c'est toujours le même qui meurt.
Kenny est comme « maudit » par la Mort elle-même ; dans le générique des premières saisons on peut voir qu'elle lui touche la tête. Dans le générique de la saison 8 on peut voir la silhouette de Kenny décapitée par des ciseaux.
Dans l'épisode Combat d'infirmes, Timmy offre à Jimmy un anorak identique à celui de Kenny, pour le faire passer pour Kenny aux yeux de la Mort. Alors que Jimmy part à l'autre bout de la rue, il échappe à plusieurs « accidents » qui auraient pu causer sa mort : chute de coffre fort, fusillade, crash d'avion, etc.
Dans beaucoup d'épisodes, Kenny est mangé par des rats une fois mort. Dans Chinpokomon, il est mangé de l'intérieur par des rats alors qu'il faisait une crise d'épilepsie.

### Évolution après la saison 5
Dans l'épisode Kenny se meurt, le ton change : l'épisode est intégralement consacré à la mort de Kenny par maladie, et ses amis en sont réellement émus, alors que précédemment ils n'en tenaient compte que le temps d'échanger le dialogue rituel. Dans les épisodes suivants, l'esprit de Kenny investit le corps de Cartman, jusqu'à être exorcisé par les parents du Chef.
Malgré cela, Kenny revient dans La Chute du traîneau rouge. Là non plus, son retour ne surprend pas ses amis, qui lui demandent plutôt où il était. Celui-ci répond « I've just been hanging out », ce qui peut être traduit par « Je traînais ».

### Pseudo-explications
Sur les retours de Kenny, les explications données ne font volontairement que renforcer l'absurdité du concept. Dans La mère de Cartman est toujours une folle du cul (seconde partie d'une histoire en deux épisodes, sachant qu'il était mort dans le premier épisode), il se matérialise comme téléporté au milieu des autres. Ceux-ci lui disent simplement bonjour, ne semblant pas trouver la situation anormale. Dans Cartman s'inscrit à la Nambla, on apprend que la mère de Kenny a accouché de 52 enfants différents, tous naissant avec l'anorak et baptisés Kenny, parce que le précédent était mort.
Cette explication prend finalement un certain sens dans la saison 14 épisode 13, lorsque Eric Cartman se transforme en Coon, Kenny se transforme en Mysterion. Une autre explication de son immortalité y est alors révélée. Selon lui, il possède un pouvoir mystérieux l'empêchant de mourir. Ainsi, chaque fois qu'il meurt, il se réveille dans son lit le lendemain matin et personne, à part lui, ne semble se rappeler qu'il est mort la journée d'avant. Dans l'épisode suivant on apprend que Kenny ressuscite une fois qu'il est décédé mais comme bébé dans le ventre de sa mère puis il atteint 10 ans en une nuit seulement. Ces résurrections successives seraient liées au fait que ses parents aient participé à un culte démoniaque vénérant Cthulhu.

### Le dialogue rituel
À chaque mort, suit le dialogue rituel, en version originale :
- Stan : « Oh my God, they killed Kenny! »
- Kyle : « You bastards! »

En version française et québécoise :
- Stan : « Oh mon Dieu ! Ils ont tué Kenny ! » puis « oh mon dieu ! il a tué kenny ! » ou au Québec « Oh non ! Ils ont tué Kenny ! » puis « oh non ! il a tué kenny ! »
- Kyle : « Espèces d'enfoirés ! » ; « Bande d'enfoirés ! » ou « Maudits chiens sales ! » dans la version québécoise.

Mais dans de nombreux épisodes, la situation exacte ou les dialogues changent un peu. Par exemple, dans l'épisode Le Petit Éthernopien, quand la dinde arrache l'œil de Kenny, Kyle dit dans la version québécoise « Maudites dindes sales ! » à la place de « Maudits chiens sales ! ». Dans Chirurgie esthétique, quand Mme Ellen tue Kenny, Kyle dit « Maudite chienne sale ! » dans la version québécoise. Dans Timmy, où tous les habitants de la ville sont drogués, Cartman, qui a des visions de monstres avec la tête de Christina Aguilera, en voit un sur la tête de Kenny et le tue en voulant éliminer le monstre ; Stan et Kyle, plus calmes que d'habitude, modifient alors leurs répliques : « Bonté divine tu as tué Kenny ! » « - Galopin ! ».
Dans Conjonctivite, Kyle est obligé de tuer Kenny (transformé en zombie) avec une tronçonneuse : il dit alors : « Oh mon Dieu, j'ai tué Kenny ! J'suis un enfoiré ! » Dans Roger Ebert devrait manger moins gras, lorsque Stan et Kyle testent la machine du planétarium en se servant de Kenny, et lui font exploser la tête, les phrases deviennent : 
- Stan : « Oh mon dieu ! On a tué Kenny ! »
- Kyle : « On est des enfoirés ! »

Dans l'épisode Tropicale schtropicale, la foudre frappe Kenny. Stan et Kyle disent « Oh mon dieu ! Ils ont tué Kenny ! ». Alors Kelly demande « Qui ? »; ce à quoi les enfants n'arrivent pas à répondre en disant juste « Eux ! »
Dans l'épisode Les Journées vaches, on peut entendre Kenny dire « Oh mon Dieu, ils ont tué Cartman ! ». Dans l'épisode Le Retour de Chef, vers la fin, quand Chef meurt, Stan et Kyle remplacent le nom de « Kenny » par « Chef », ce qui donne : « Oh, mon dieu, ils ont tué Chef ! » « Espèces d'enfoirés ! ».
Dans l'épisode L'Inqualifiable Crime de haine de Cartman, les enfants s'écrient, après avoir tué Kenny dans un accident de luge : « Oh mon dieu ! On a tué Kenny ! »  « On a tué Kenny ? » « Ouais, on est des enfoirés ! » (avec un ton bien plus calme que d'habitude).
Dans Les handicapés vont-ils en enfer ?, après que Stan s'écrie « Oh mon Dieu, ils ont tué Kenny ! », Butters dit « Il avait pas confessé ses péchés » et Cartman « Il avait pas communié », puis Stan « Il est foutu ! ».

## Personnage

### Création et conception
Alors qu'ils travaillaient sur la création des personnages, les créateurs de South Park ont remarqué que la plupart des groupes d'amis d'enfance originaires des petites villes comportaient toujours l'« enfant pauvre », et décidèrent de concevoir Kenny de cette façon.
Un enfant, sans nom et similaire à Kenny, apparaît pour la première fois dans le court-métrage L'Esprit de Noël - Jesus Vs. Frosty, créé par Trey Parker et Matt Stone alors qu'ils étudiaient à l'Université du Colorado. Ce personnage était constitué de papier cartonné découpé et animé avec la technique du Stop-motion. Trois ans plus tard, Brian Garden, un ami de Parker et Stone, leur demande de réaliser un nouveau court-métrage qu'il pourrait envoyer à ses amis en guise de carte de Noël animée. Les deux co-créateurs de South Park créent alors un nouveau court-métrage similaire en termes d'animation, qu'ils baptisent Jesus Vs. Santa. Dans ce dernier, Kenny apparaît encore une fois. Le personnage final de Kenny McCormick apparaît finalement le 13 août 1997 à la télévision américaine, dans le premier épisode de la série diffusé sur Comedy Central : Cartman a une sonde anale.
Suivant la tradition du style d'animation de la série, Kenny est composé de formes géométriques simples et de couleurs primaires,. Il ne possède pas la même fluidité de mouvements que les personnages animés manuellement ; il est la plupart du temps montré d'un seul angle (de face), et ses mouvements sont volontairement rendus saccadés,,. Cependant, depuis le deuxième épisode de South Park Muscle Plus 4000, lui et les autres personnages de la série sont animés informatiquement, malgré la volonté des réalisateurs de faire croire qu'il s'agit toujours de la même technique d'animation qu'auparavant.
L'effet sur la voix de Kenny est réalisé par Matt Stone, marmonnant dans sa propre main tout en récitant le script de Kenny. L'enregistrement est alors édité avec Pro Tools, altérant la tonalité de la voix pour la rendre plus semblable à celle d'un enfant de CM1,.

## Épisodes où Kenny a un rôle important
- Volcano : ses attitudes sont appréciées de Jimbo, ce qui désespère Stan.
- La Mort : il provoque bien malgré lui une épidémie de diarrhée, ce qui ne sera pas sans conséquences.
- La mère de Cartman est toujours une folle du cul : il est envoyé rétablir le courant à l'hôpital.
- Chinpokomon : il achète le chinpokomon « Pingouin » (qui est le préféré de Cartman) ce qui empêche toujours Cartman de se le procurer.
- Varicelle : il est le premier à avoir la varicelle, les autres parents envoient donc leurs enfants chez les McCormick pour qu'ils attrapent la maladie.
- Combustion spontanée : il meurt, au début de l'épisode, de combustion spontanée ce qui va alerter le maire.
- Les Scouts juifs : il refuse d'être seul pendant la soirée où est annoncée une pluie d'étoiles filantes et accompagne Kyle et Ike au Jubilée en se faisant passer pour un Juif. Il deviendra un héros auprès des autres Juifs en libérant Moïse à la fin de l'épisode.
- South Park, le film : il meurt et va en Enfer où il tente de convaincre Satan de mettre fin à sa relation malsaine avec Saddam Hussein. Ensuite nous pouvons le voir sans son manteau.
- Cartman s'inscrit à la Nambla : il apprend que sa mère est enceinte, ce qui le perturbe grandement et il fera tout pour ne pas avoir d'autres frères ou sœurs.
- Comment manger avec son cul : il provoque l'arrivée des Thompson en faisant croire qu'il a les fesses à la place de la tête sur une photo que Cartman imprime sur des packs de lait.
- CartmanLand : sa mort à CartmanLand alerte ses parents qui réclament l'argent de Cartman, qui ne possédera plus rien et fera retrouver à Kyle sa foi envers Dieu.
- Kenny se meurt : il est au centre de l'épisode où on apprend qu'il est atteint d'une grave maladie. À sa mort, il n'apparaîtra plus jusqu'au dernier épisode de la saison 6.
- Une échelle pour aller au ciel : ses copains lui avaient confié le ticket gagnant d'une razzia de bonbons à la confiserie Lolly avant sa mort. Ils décident de bâtir une échelle pour monter au Paradis et lui demander où il a caché le ticket. Cartman boira son âme par inadvertance, et Kenny se manifestera souvent via Cartman.
- Le Plus Gros Connard de l'univers : Cartman se fait exorciser de l'âme de Kenny. Puis, Rob Schneider mange son âme et meurt d'une manière similaire à Kenny.
- Les armes, c'est rigolo : il lance un Shuriken dans l'œil de Butters, le rendant borgne.
- Potes pour la vie : il achète une PeuSeuPeu et lorsqu'il arrive au niveau 60 dans le jeu Paradis Contre Enfer, Dieu le fait mourir et lui apprend qu'il a créé la console pour trouver l'élu qui doit commander une armée pour vaincre Satan.
- Planète Gros Nibards : il est accro au Cheesing et a des hallucinations. Il rencontre une fille avec une forte poitrine dans un monde avec des gros seins en abondance. Il tente par tous les moyens de se procurer des chats pour cheeser.
- La Bague : il a une nouvelle copine qui pourrait lui faire une turlutte. Mais après un concert des Jonas Brothers, elle lui demande de porter une bague de pureté et de ne jamais avoir de rapports sexuels avant le mariage, ce qui le désespère énormément.
- Pauvre et stupide : il est fan de courses de Nascar et voit d'un mauvais œil la façon dont Cartman fait passer les pilotes pour des imbéciles ; il tentera de l'arrêter.
- Le Hapa Loa de Butters: Il accompagne Butters, empris de colère, à Hawaï, afin que ce dernier fasse son Hapa Loa, une cérémonie réservé uniquement aux natives de Hawaï. Pour remercier Kenny de sa contribution contre l'embargo du gouvernement américain envers les "natifs" d'Hawaï, ces derniers le proclament Natif et lui offrent la carte à point réservée exclusivement aux natifs de l'île.
- L'Éveil de Mystérion et Le Coon contre le Coon et sa bande : on apprend que Kenny est le super-héros Mystérion. L'épisode est centré sur lui et aborde les raisons de ses innombrables morts et résurrections.

## Interprètes (voix)
- Matt Stone : Voix originale américaine série et film
- Mike Judge : Voix américaine film (lorsqu'il enlève sa capuche)
- William Coryn : Voix française série et film
- Marie-Laure Beneston : Voix française film (lorsqu'il enlève sa capuche)
- Nicholas Savard L'Herbier : Voix québécoise
- David Berton : Voix allemande série et film
- Miguel Babío : Voix espagnole série et film
- Irwin Daayán : Voix hispanique saisons 1 et 2 (premier doublage) et film (premier doublage)
- Victor Ugarte : Voix hispanique film (second doublage)
- Javier Olguín : Voix hispanique depuis la saison 3 (second doublage) et film (troisième doublage)
- Orlando Noguera : Voix hispanique à partir de la saison 12 (il n'est pas doublé dans le reste de la série)
- Roberto Mare : Voix italienne à partir de la saison 5
- Markovics Tamás : Voix hongroise série et film